# Академія комунального господарства імені К. Д. Памфілова
Акаде́мія комуна́льного господа́рства і́мені К. Д. Памфі́лова — вищий науково-дослідний центр по житлово-комунальному господарству РРФСР. 
Створена 1932. 

## Склад і структура
Крім осн. групи н.-д. секторів і лабораторій, розташованих у Москві, до складу А. к. г. входять Ленінградський, Уральський (Свердловськ), Ростовський (Ростов на Дону) інститути, а також Проектно-конструкторське бюро і Експериментальний завод (Москва). 
А. к. г. має стаціонарну і заочну аспірантуру для підготовки наук. працівників у даній галузі. 
А. к. г. як єдиний в країні комплекс н.-д. установ по житлово-комун. господарству обслуговує не тільки РРФСР, а й ряд союзних республік.

## Проблематика досліджень
Займається питаннями економіки міськ. господарства, сантехніки, комун. енергетики, міськ. транспорту, автоматики і механізації, газифікації, лазне-прального господарства, експлуатації житлового господарства, боротьби з корозією підземних споруд, очистки і озеленення міст. 